# توشیهیکو یامائوکا
توشیهیکو یامائوکا (انگلیسی: Toshihiko Yamaoka؛ زادهٔ ۱۱ سپتامبر ۱۹۴۱) بازیکن هاکی روی چمن اهل ژاپن بود.